# (You Make Me Feel Like) A Natural Woman
Singles de Aretha Franklin
Baby I Love You
(1967) Chain of Fools
(1967)
Pistes de Lady Soul
Niki Hoeky (Sweet Sweet Baby) Since You've Been Gone
(You Make Me Feel Like) A Natural Woman est une chanson d'Aretha Franklin, écrite par Gerry Goffin, Carole King et Jerry Wexler, sortie en single en septembre 1967, puis intégrée dans l'album Lady Soul paru en janvier 1968.
Elle a été reprise par de nombreux artistes, dont Carole King elle-même, coautrice de la chanson, en 1971.

## Historique
Carole King et Gerry Goffin écrivent A Natural Woman spécifiquement pour Aretha Franklin, à la demande du producteur Jerry Wexler, peu de temps après le succès de Respect et I Never Loved a Man (The Way I Love You), qui ont fait de la chanteuse une star.
Comme Wexler le raconte dans son autobiographie, il réfléchissait au concept de « l'homme naturel » alors qu'il conduisait Carole King dans les rues de New York. Il s'est alors écrié qu'il voulait une chanson parlant de « femme naturelle » pour l'album d'Aretha Franklin suivant.
Carole King et son mari écrivent la chanson le soir même, en quelques heures seulement, dans leur maison de banlieue du New Jersey, après que leurs enfants se soient couchés. Dans ses mémoires, parus en 2012 sous le titre Natural Woman, Carole King écrit « En entendant [Aretha la chanter] pour la première fois, j'ai vécu un rare moment sans voix. À ce jour, je ne peux pas exprimer ce que je ressentais avec de simples mots… Cela m'a touché plus que n'importe quel enregistrement de n'importe quelle chanson que j'avais jamais écrite ».
En 2021, le magazine américain Rolling Stone classe la chanson dans sa liste des « 500 plus grandes chansons de tous les temps », en 90e position.

### Personnel
- Aretha Franklin : chant
- Spooner Oldham : piano
- Tommy Cogbill : basse
- Gene Chrisman (en) : batterie
- The Sweet Inspirations, Carolyn Franklin (en) et Erma Franklin : chœurs
- Arrangements de cordes orchestrés par Ralph Burns

### Charts
| Année | Chart                                             | Meilleure position |
| ----- | ------------------------------------------------- | ------------------ |
| 1967  | Australie - ARIA Charts                           | 36                 |
| 1967  | Canada - RPM                                      | 11                 |
| 1967  | États-Unis - Billboard Hot 100                    | 8                  |
| 1967  | États-Unis - Billboard Hot Rhythm & Blues Singles | 2                  |
| 1967  | Pays-Bas - Single Top 100                         | 28                 |
| 1967  | Royaume-Uni - UK Singles Chart                    | 79                 |

## Reprises
La chanson d'Aretha Franklin fait l'objet de nombreuses reprises par différents artistes. Carole King, coautrice de ce titre, a elle-même enregistré sa version en 1971 pour son album Tapestry. La maquette qu'elle avait  enregistrée en 1967 sort en 2012 sur The Legendary Demos. En 2013, elle chante le titre en duo avec Gloria Estefan sur l'album de celle-ci The Standards.
Parmi les autres artistes ayant repris cette chanson, figurent George Benson, Peggy Lee, Bobby Womack (Natural Man), Rod Stewart ((You Make Me Feel Like) A Natural Man), Bonnie Tyler, Des'ree, Amii Stewart, Me First and the Gimme Gimmes, Tina Charles, etc.
La chanson est également adaptée en français par Georges Aber en 1968 pour la chanteuse Séverine sous le titre Rien qu'une fille, sorti sur le disque Mama dis-moi pourquoi.

## Version de Mary J. Blige
Mary J. Blige reprend la chanson dans la bande originale de la série New York Undercover sortie en 1995.

### Charts
| Année | Chart                              | Peak position |
| ----- | ---------------------------------- | ------------- |
| 1996  | Dutch Singles Chart                | 36            |
| 1995  | UK Singles Chart                   | 23            |
| 1995  | US Billboard Hot 100               | 95            |
| 1995  | US Billboard Hot R&B/Hip-Hop Songs | 39            |

## Version de Céline Dion
Céline Dion reprend la chanson en 1995 pour l'album Tapestry Revisited: A Tribute to Carole King (en).
| Chart (1995–96)                      | Peak position |
| ------------------------------------ | ------------- |
| Canada (RPM)                         | 47            |
| Canada Adult Contemporary (RPM)      | 4             |
| UK Airplay (Official Charts Company) | 79            |
| États-Unis (Adult Contemporary)      | 31            |

| Chart (1996)                    | Position |
| ------------------------------- | -------- |
| Canada Adult Contemporary (RPM) | 53       |